# とみ新蔵
とみ 新蔵（とみ しんぞう、1945年7月25日 - ）は、日本の漫画家、剣術家。東京都板橋区生まれ、奈良県天理市出身。旧ペンネームは臣新蔵。

## 人物・来歴
東京都板橋区で生まれるが、生後まもなく奈良県天理市に移住し少年時代を過ごす。1962年頃から漫画家で実兄の平田弘史のアシスタントを務め、1964年に『邪険往来』で漫画家デビューを果たす。24歳のときに東京に移り住み、上京後は『柳生連也武芸帳』で剣の世界の奥深さを独特のタッチで描き、人気を得る。独学で宗教学・哲学を学び、剣術にも造詣が深い。2013年以降は月刊「コミック乱」（リイド社）に剣術漫画『剣術抄シリーズ』を不定期に連載している。剣術は自身が主催をする古流実戦剣術研究会にて後進を指導している。

## 作品リスト
- 徳川おんな系図（原作：岩崎栄） 全6巻
- 魔界転生 上下巻
- 柳生連也武芸帖 全5巻
- 原初の仏教
- 薩南示現流 （原作：津本陽） 全2巻
- 鉄門海上人伝 上下巻
- 柳生兵庫助 （原作：津本陽） 全7巻
- 無明逆流れ―駿河城御前試合第一試合（原作：南條範夫）
- マンガで読み解く「仏教」のはじまり
- 虹の天忍〜服部半蔵伝〜 1巻まで
- 剣術抄 全2巻
- 剣術抄 新宿もみじ池
- 剣術抄〜五輪書・独行道〜 全2巻
- 卜伝と義輝〜剣術抄〜 全2巻
- 彦斎と象山〜剣術抄〜（『月刊コミック乱』[1]2020年5月号 - 2021年12月号）全2巻
- 士乱〜彦斎と象山〜（『月刊コミック乱』2021年12月号 - 2022年8月号[2]） - 全1巻、単行本のタイトルは『神風連の乱』[3]
- 愛剣〜剣術抄〜（『月刊コミック乱』2022年11月号[3] - 2023年7月号[4]）全1巻
- 鳩笛を吹く剣士（『月刊コミック乱』2023年10月号[5] - 2023年12月号[6]）
- 輦台をかつぐ剣士（『コミック乱』2024年5月号[7] - 2024年7月号[8]）全1巻
- 辻月探〜剣術抄〜（『コミック乱』2024年11月号[9] - 2025年6月号[10]）

## アシスタント
- 沖圭一郎